# Italtelai
Die Italtelai S.A.S. ist ein italienischer Fahrradhersteller, der seit über 125 Jahren tätig ist. Der Name Italtelai bedeutet „italienische Rahmen“.
Die Firma produziert Fahrgestelle für Fahrräder, Mopeds und Motorräder für zahlreiche andere Hersteller.
Die Produktion von Kleinkraft- und Motorrädern begann im Jahr 1972. Die Maschinen waren mit Moto-Morini-Motoren ausgestattet und verwendeten Spisni-Franzoni-Gabeln.
Die Maschinen wurden an Arciero, Bianchi, Portofino, Snark und andere geliefert, die sie unter ihren eigenen Namen vermarkteten und von denen viele in die Vereinigten Staaten exportiert wurden. 
Eigene Produktionen waren:
- Pacer I, ein Mofa ohne Tacho, mit Gepäckträger und silbern lackierten Kotflügeln (1976).
- Pacer II, eine Weiterentwicklung vom Pacer Imit Tachometer, Gepäckträger und silbern lackierten Kotflügeln (1976).
- Pacer III, Luxusmodell mit Tachometer, einem rohrförmigen Gepäckträger und verchromten rostfreien Kotflügeln (1976).
- Pacer Deluxe verfügte über 2,25–16-Reifen, mit Moto Morini MO1-Motor in der 20-, 25- oder 30-mph-Versionen (1977–1978).
- Pacer Deluxe 1979–1980 war fast baugleich wie das 1977–78 Modell, außer dass der Motor eine Membransteuerung hatte und einfacher und viel kostengünstiger in der Herstellung war.
- Pacer Sport Bauzeit 1977–1978 verfügte über 2,50–16-Reifen, einen Einrohrrahmen mit einem U-förmigen Benzintank und einem Motor Morini MO1 oder MO2-Motor in 20-, 25- oder 30-mph-Versionen.